# Choczeń
Choczeń – wieś w Polsce położona w województwie mazowieckim, w powiecie sierpeckim, w gminie Mochowo.
Wieś wchodzi w skład sołectwa Dobaczewo. 
W latach 1975–1998 miejscowość administracyjnie należała do województwa płockiego.
W miejscowości znajduje się zabytkowa zagroda młynarska z 1. poł. XIX wieku, w skład której wchodzi XIX wieczny drewniany młyn wodny na Skrwie (zachowały się kaskady spiętrzające wodę) oraz dom młynarza. W pobliżu młyna, po drugiej stronie grobli stoi kamienny pomnik, pod którym według miejscowego przekazu pochowani są powstańcy styczniowi z 1863 roku.